# Källaren Stjärnan

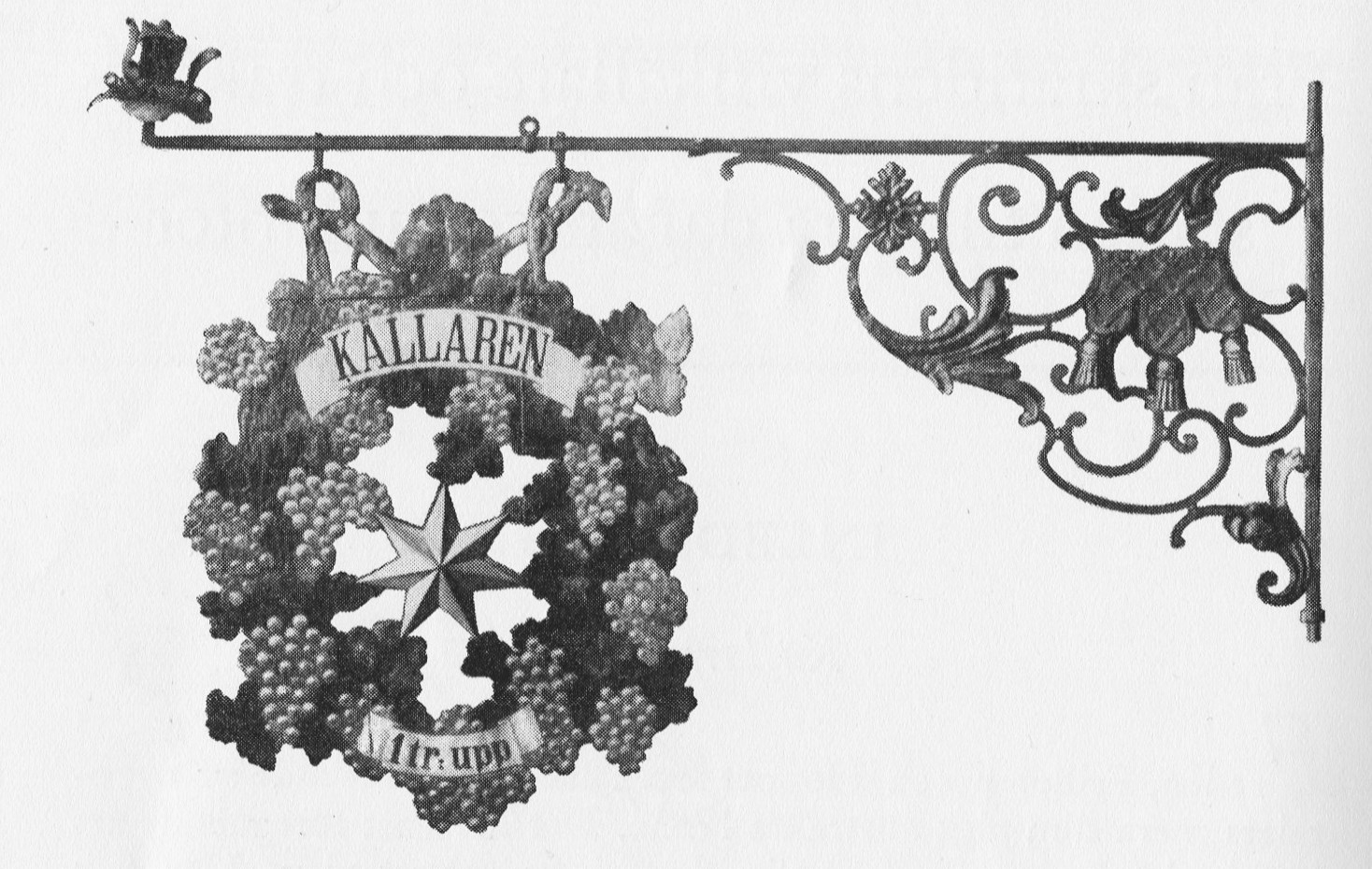
Källaren Stjärnans flaggskylt från 1700-talets mitt (finns idag på Nordiska museet).

Källaren Stjärnan (eller Stiernan) var ett gårkök och senare en vinkällare i kvarteret Phoebus vid Österlånggatan 45 (före 1762 nummer 47). Stjärnan etablerades i början av 1600-talet och existerade en bit in på 1900-talet. Idag påminner Café Stiernan om den gamla källarens namn.

## Historik

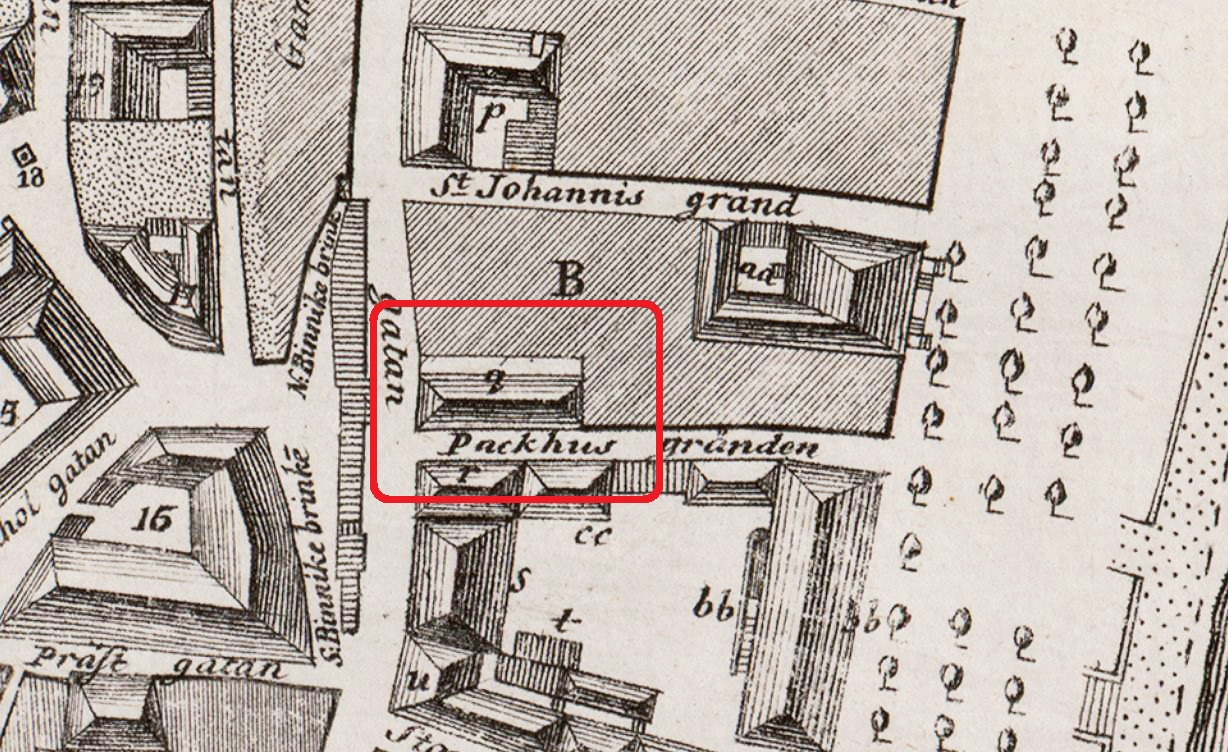
"Källaren Stjärnan", Brolins karta 1771.

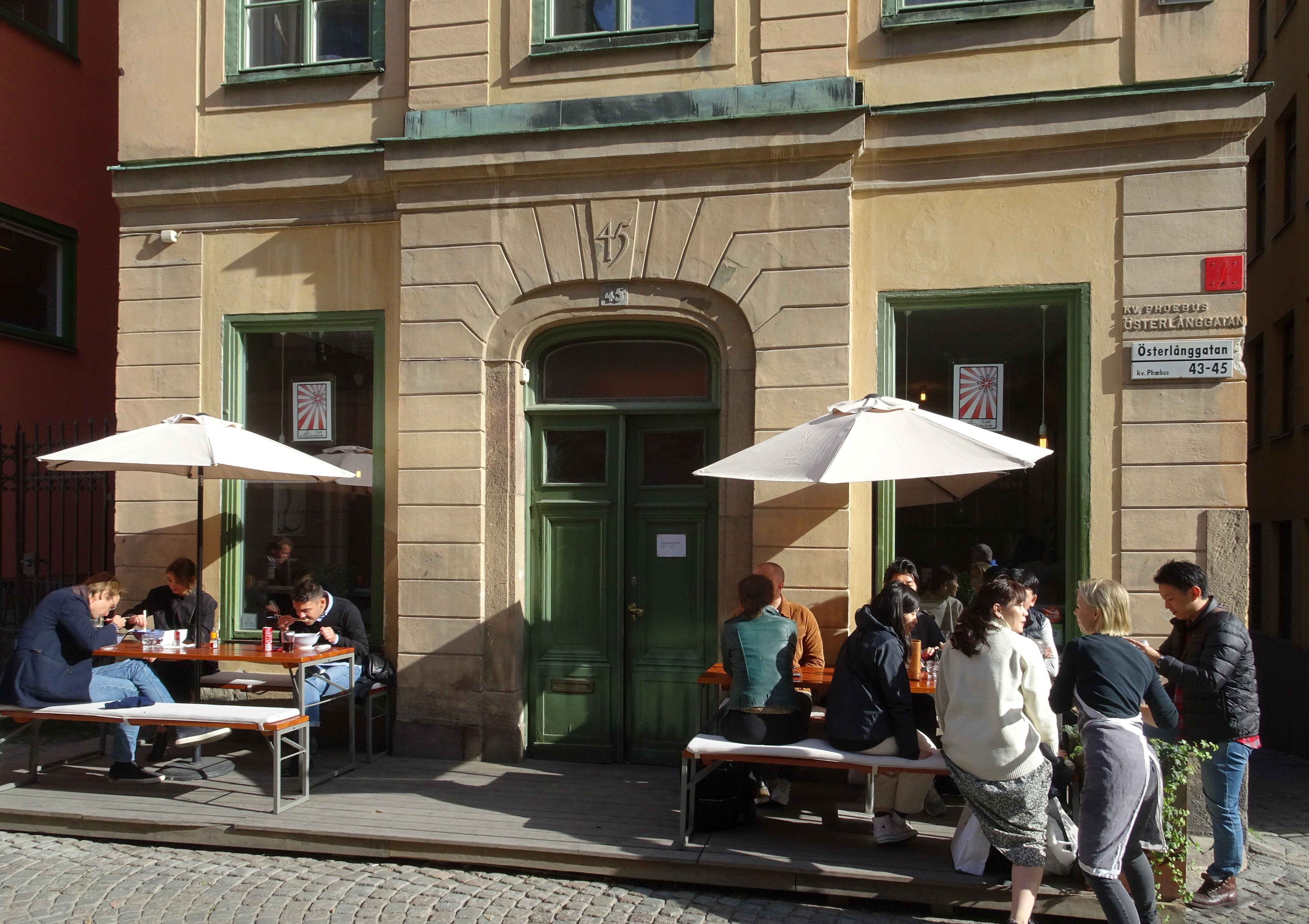
"Café Stiernan", 2019.

I kvarteret Phoebus vid Österlånggatan 47 inrättades 1602 ett gårkök kallat Stjärnan. 1605 hade stället genom en kunglig förordning blivit utsett till en av Stockholms åtta officiella gästgiverier med rätten köpa och sälja utländska viner och öl i Staden mellan broarna. Samtliga åtta ställen skulle även hänga ut skyltar med symboler som tre konor, en blå örn, ett förgyllt lejon, en grip, en sol, en måne, en gris eller en stjärna. Stjärnans första krogvärd hette den från Tyskland invandrade Lukas Emekate (eller Lukas Emkott). I grannskapet öppnade samtidigt gårköket Farken som gav Ferkens gränd sitt namn. Emekate skulle 1618 överta ledningen för värdshuset Svanen på Södermalm.
Källarmästaren Kasten Hoff (stavas även Castenhoff) började sin bana på Stjärnan, som han troligen ärvt genom sin hustru. Hennes far, Nils Becker, är sannolikt den Nils Bäckertz, som på 1620-talet omtalades som källarmästare i södra delen av Gamla stan. Kasten Hoff skulle sedermera bli Kastenhofs första vinskänk sedan han av Drottning Christina erhållit privilegium ”att der hålla ett skänkeri af fremmande drycker”. Kastenhof efterträddes 1857 av Hotell Rydberg.
Efter 1762 var Stjärnan inrymd en trappa upp i en nyuppförd byggnad vid Österlånggatan 45. Huset ägdes av grosshandlaren Dahlman. Ungefär vid den tiden uppsattes även källarens flaggskylt som bestod av en förgylld stjärna omgiven av vinlöv och vindruvsklasar, tillverkad av målad järnplåt och upphängd på en konsol av smidesjärn. Skylten finns bevarad i Nordiska museets samlingar.
Stället redovisas på Jonas Brolins Stockholmskarta från 1771. På en illustration från 1865 av Otto August Mankell över Österlånggatan syns krogens skylt på husfasaden. 1879 omtalas Stjärnan i August Strindbergs Röda rummet: ”Däremot hade Falk ingenting att invända utan stängde byrån och följde de två ner till källaren Stjärnan på Österlånggatan, där de slogo sig ner i den mörkaste vrån…”. Stjärnan existerade fortfarande vid 1900-talets början. Idag påminner Café Stiernan om den gamla källarens namn.